# Cadena Catalana
Cadena Catalana fue una cadena de radio de Cataluña, España, asociada a Cadena Rato. Emitió entre 1978 y 1990.
Cadena Catalana era propiedad de REBSA, una empresa cuyo capital se repartían dos cadenas nacionales: Rato y SER. Con emisoras de ambas, en 1978 formaron la primera cadena autóctona catalana desde la desaparición de Ràdio Associació de Catalunya, al fin de la Guerra Civil en 1939.
A lo largo de su historia contó con destacados locutores como Andrés Caparrós, Odette Pinto, Joaquín Soler Serrano, Albert Malla, José Luis Fernández Abajo, Paco Lobatón, Enric Sopena, Miguel Marín, Antonio Ocaña, Luis Arribas Castro, Ricky Romero, Pedro Bernal, Alfonso Arús, Sergi Mas, Eduardo de Vicente, Fernandisco, Chelo García Cortés, Constantino Romero, Albert Castillón, Fernando del Collado y Mario Beut, entre otros. Llegó a ser una de las cadenas con mayor audiencia de Cataluña.
Empezó a disolverse a finales de los años 1980. En julio de 1989 la Cadena SER adquirió la mayoría del capital de REBSA, quedándose con cinco de las emisoras la Cadena Catalana: las dos de Gerona (una FM y otra OM), las dos de Lérida y la emisora en FM de Barcelona, que pasaron a emitir su programación. Apenas un año más tarde, Onda Cero compró las frecuencias que le quedaban a Cadena Rato.